# Podpeč nad Marofom
Podpeč nad Marofom je naselje u slovenskoj Općini Šentjuru. Podpeč nad Marofom se nalazi u pokrajini Štajerskoj i statističkoj regiji Savinjskoj. 

## Stanovništvo
Prema popisu stanovništva iz 2002. godine naselje je imalo 31 stanovnika.